# Tom Mankiewicz
Thomas Frank "Tom" Mankiewicz, född 1 juni 1942 i Los Angeles, Kalifornien, död 31 juli 2010 i Los Angeles, var en amerikansk manusförfattare, filmregissör och producent.
Mankiewicz var mest känd för sitt arbete med några av filmerna om James Bond och filmen Superman – The Movie..
Tom Mankiewicz var son till Joseph L. Mankiewicz.

## Filmografi
- 1968 – De unga vilda - manus
- 1971 – Diamantfeber - manus
- 1973 – Leva och låta dö - manus
- 1974 – Mannen med den gyllene pistolen - manus
- 1976 – Örnen har landat - manus
- 1978 – Superman – The Movie - kreativ konsult
- 1980 – Superman II – Äventyret fortsätter - kreativ konsult
- 1985 – Ladyhawke - manus
- 1987 – Dragnet - regi och manus